# 克羅托申縣

51°41′N 17°26′E / 51.683°N 17.433°E
克羅托申縣（波蘭語：Powiat krotoszyński），是波蘭的縣份，位於該國中西部，由大波蘭省負責管轄，首府設於克羅托申，面積714平方公里，2006年人口77,092，人口密度每平方公里110人。